# قطعنامه ۱۹۵۹ شورای امنیت
قطعنامه ۱۹۵۹ شورای امنیت سازمان ملل متحد که در تاریخ ۱۶ دسامبر ۲۰۱۰ تصویب شد، سندی بین‌المللی دربارهٔ بررسی وضعیت بوروندی است. این قطعنامه طی نشست ۶۴۵۱ام با ۱۵ رای موافق، ۰ مخالف و ۰ ممتنع تصویب شد.